# یکشنبه خنده‌دار
یکشنبه خنده‌دار (به فرانسوی: Un drôle de dimanche) یک فیلم سینمایی کمدی-درام فرانسوی به کارگردانی مارک آلگره با بازی آرلتی، بورویل، دانیل داریو و ژان-پل بلموندو محصول سال ۱۹۵۸ میلادی است.